# 戈振東
戈振東（葡萄牙語：Joaquim Guerra；1908年4月8日—1993年12月25日），耶穌會神父，葡萄牙漢學家，澳門海星中學第一任校長。

## 生平
- 1908年，他出生于葡萄牙豐當市附近的一個小鎮。
- 1928年進入耶穌會。
- 1933年遠渡重洋來到葡屬澳門。他先在澳門神學院教授哲學，兩年之後赴上海一所神學院學習神學。
- 1937年被任命為神父。
- 1940年他被派往天津，在那裡一邊傳教一邊開始研究漢語拼音， 經過長達三十年的潛心研究，終於發明了一套漢語拼音系統（混合了廣東話、普通話、葡萄牙語等幾種語言的漢語拼音系統，未能普及）。後來他自天津來到紹興，在當地教會工作。
- 1951年因中國政局變化而被關進監獄，數月後被釋放。之後輾轉來到澳門，積極投入教會工作，開辦學校和社區中心。
- 1959年因健康欠佳返回葡萄牙，身體稍有恢複，即參加救援團體遠赴拉美，在那裡工作了兩年半的時間。返國之後，開始在非洲葡萄牙語言中心以自創的漢語拼音系統教授中文，同時研究漢語字義，發表有《漢語字義結構》一書，並編纂了《葡中通用詞典》。
- 1973年，戈振東神父開始以旺盛的精力和極大的耐心翻譯四書五經，歷時十年，翻譯出版了《詩經》（1979）、《尚書》（1980）、《春秋左傳》（1981）、孔子的四書（1984）、《孟子》（1984）、《易經》（1984）、《禮記》（1986）、《道德經》（1987）。如此浩繁的工作，他竟在短短的十年之內完成，實在令人驚嘆。

## 振東神父和他翻譯的《道德經》
戈振東神父翻譯中國古籍的熱情，應該說首先來自於他對中國文化的熱愛和對中國所懷有的敬意。他在《尚書》的譯本序言中說：“中國是一個奇跡，只有對這個國家一無所知的人才會在她面前無動於衷。” 1 他認為中國漫長而燦爛的歷史“反映出中國人的非凡的生命力和人文精神”。 而中國文化是一個豐富寶庫，應該讓全世界的人民來分享，“中國於西元前數百年問世的四書五經，是一直啟發和指引中國人心靈的學說，中國應該繼承這些學說，以保持自身的純粹，保証國家的延續，維護國家的尊嚴和榮譽。不過其他國家，無論遠近，都可以從這些學說中汲取教益”。
據說，《道德經》是除了《聖經》之外，被譯成最多文字的一部著作。值得注意的是，許多譯本均出自傳教士之手。最早出現的譯本可能是英譯本，1891年由牛津大學出版社出版，譯者是英國的詹姆斯·雷格（James Legge）神父，而最早的葡文譯本在1987年方才問世，將近晚了一百年，譯者是戈振東神父（Joaquim A.Guerra）。
　　然而，他作為一個有強烈宗教使命感的傳教士，總是希望通過各種手段來傳播他的信仰，因此他的翻譯不由自主地受到了這種主觀因素的影響，其中《道德經》的翻譯受到的影響最為明顯。